# ウォルフ・ラデジンスキー
ウォルフ・イサーク・ラデジンスキー（英語: Wolf Isaac Ladejinsky、1899年3月15日 - 1975年7月3日）は、アメリカの農業経済専門家。GHQ天然資源局顧問として日本における農地改革の立案を行った。

## 経歴
1899年にウクライナで生まれる。父親はユダヤ人で製粉業と木材取引業も営んでおり、比較的裕福な家庭であった。ロシア革命が起きた後、1921年にウクライナ・ソビエト社会主義共和国からルーマニアに亡命した。さらに1922年にはアメリカにわたり、コロンビア大学に通った。1935年よりアメリカ農務省農業経済局で勤務。

### 日本における農地改革
第2次世界大戦が終わると、マッカーサー元帥の招聘によりGHQの天然資源局（NRS）顧問として日本に赴任した。